# Festival cinematografico internazionale di Mosca 1975
La 9ª edizione del Festival cinematografico internazionale di Mosca si è svolta a Mosca dal 10 al 23 luglio 1975.
Il Grand Prix fu assegnato al film italiano C'eravamo tanto amati diretto da Ettore Scola, al film sovietico Dersu Uzala - Il piccolo uomo delle grandi pianure diretto da Akira Kurosawa e al film polacco La terra della grande promessa diretto da Andrzej Wajda.

## Giuria
- Stanislav Rostockij ( Unione Sovietica - Presidente della Giuria)
- Sergio Amidei ( Italia)
- Hortensia Bussi ( Cile)
- Antonin Brousil ( Cecoslovacchia)
- Ravjagiin Dorjpalam ( Mongolia)
- Jerzy Kawalerowicz ( Polonia)
- Ramu Kariat ( India)
- Nevena Kokanova ( Bulgaria)
- Komaki Kurihara ( Giappone)
- Ababakar Samb ( Senegal)
- Jean-Daniel Simon ( Francia)
- Iosif Chejfic ( Unione Sovietica)
- Sofiko Chiaureli ( Unione Sovietica)
- Monsef Charfeddin ( Tunisia)
- Bert Schneider ( Stati Uniti)

## Film in competizione
| Film                                                             | Regista              | Nazione                 |
| ---------------------------------------------------------------- | -------------------- | ----------------------- |
| L'attore e i selvaggi (Actorul şi sălbaticii)                    | Manole Marcus        | Romania                 |
| Den vita väggen                                                  | Stig Björkman        | Svezia                  |
| Tutto mi porta da te (Great Expectations)                        | Joseph Hardy         | Regno Unito             |
| Souvenir of Gibraltar                                            | Henri Xhonneux       | Belgio, Francia         |
| Nar hirtsen jil                                                  | Dshamjangijn Buntar  | Mongolia                |
| Em be ha noi                                                     | Hai Ninh             | Vietnam del Nord        |
| Dersu Uzala - Il piccolo uomo delle grandi pianure (Dersu Uzala) | Akira Kurosawa       | URSS, Giappone          |
| Jouluksi kotiin                                                  | Jaakko Pakkasvirta   | Finlandia               |
| La casa del Sur                                                  | Sergio Olhovich      | Messico                 |
| El otro Francisco                                                | Sergio Giral         | Cuba                    |
| La terra della grande promessa (Ziemia obiecana)                 | Andrzej Wajda        | Polonia                 |
| Eya Dan Loku Lamayek                                             | Dharmasena Pathiraja | Sri Lanka               |
| Kafr kasem                                                       | Borhane Alaouié      | Siria                   |
| Krasnoe yabloko                                                  | Tolomush Okeyev      | URSS                    |
| Suna no utsuwa                                                   | Yoshitarō Nomura     | Giappone                |
| Seljaninat s koleloto                                            | Ljudmil Kirkov       | Bulgaria                |
| Mes petites amoureuses                                           | Jean Eustache        | Francia                 |
| Zwischen Nacht und Tag                                           | Horst E. Brandt      | Germania Est            |
| C'eravamo tanto amati                                            | Ettore Scola         | Italia                  |
| Nazareno Cruz y el lobo                                          | Leonardo Favio       | Argentina               |
| L'héritage                                                       | Mohamed Bouamari     | Algeria                 |
| 141 perc a befejezetlen mondatból                                | Zoltán Fábri         | Ungheria                |
| La guerre du pétrole n'aura pas lieu                             | Souheil Ben-Barka    | Marocco                 |
| Totstellen                                                       | Axel Corti           | Austria, Germania Ovest |
| Uccidete l'agente Lucas (Die Antwort kennt nur der Wind)         | Alfred Vohrer        | Germania Ovest, Francia |
| Den siste Fleksnes                                               | Bo Hermansson        | Norvegia                |
| Payak rai thaiteep                                               | Sakka Charuchinda    | Thailandia              |
| La regenta                                                       | Gonzalo Suárez       | Spagna                  |
| Rooie Sien                                                       | Frans Weisz          | Paesi Bassi             |
| Allpakallpa                                                      | Bernardo Arias       | Perù                    |
| La quema de Judas                                                | Román Chalbaud       | Venezuela               |
| Sons of Quiet                                                    | Minir Radi           | Egitto                  |
| Můj brácha má prima bráchu                                       | Stanislav Strnad     | Cecoslovacchia          |
| 67 giorni, la repubblica di Užička (Užička Republika)            | Žika Mitrović        | Jugoslavia              |
| Xala                                                             | Ousmane Sembène      | Senegal                 |
| Chorus                                                           | Mrinal Sen           | India                   |

## Premi
- Premio d'Oro:
  - La terra della grande promessa, regia di Andrzej Wajda
  - Dersu Uzala - Il piccolo uomo delle grandi pianure, regia di Akira Kurosawa
  - C'eravamo tanto amati, regia di Ettore Scola
- Premi d'Argento:
  - Chorus, regia di Mrinal Sen
  - Můj brácha má prima bráchu, regia di Stanislav Strnad
  - Allpakallpa, regia di Bernardo Arias
- Premi Speciali:
  - Regista: Zoltán Fábri per 141 perc a befejezetlen mondatból
  - Nar hirtsen jil, regia di Dshamjangijn Buntar
- Premi:
  - Miglior Attore: Miguel Benavides per El otro Francisco
  - Miglior Attore: Georgi Georgiev-Getz per Seljaninat s koleloto
  - Miglior Attrice: Harriet Andersson per Den vita väggen
  - Miglior Attrice: Fatima Bouamari per L'héritage
- Diplomi:
  - Kafr kasem, regia di Borhane Alaouié
  - 67 giorni, la repubblica di Užička, regia di Žika Mitrović
  - Em be ha noi, regia di Hai Ninh
  - Suna no utsuwa, regia di Yoshitarō Nomura
  - El otro Francisco, regia di Sergio Giral
  - Attrice: Malini Fonseka per Eya Dan Loku Lamayek
- Premio FIPRESCI: Dersu Uzala - Il piccolo uomo delle grandi pianure, regia di Akira Kurosawa